# Источник (фильм, 2011)
«Источник» (фр. La source des femmes) — кинофильм режиссёра Раду Михайляну, вышедший на экраны в 2011 году. Лента участвовала в основной конкурсной программе Каннского кинофестиваля, а также номинировалась на премию «Сезар» за лучшую женскую роль (Лейла Бехти) и за лучший дизайн костюмов (Виорика Петровичи).
Фильм был снят на территории Марокко.

## Сюжет
В глухой арабской деревушке в Северной Африке существует старая традиция: женщины должны носить воду от источника, расположенного высоко на холме. Подъём и спуск по крутой горной тропе с тяжёлыми вёдрами непрост, особенно для беременных: многие женщины в деревне потеряли здесь ребёнка, некоторые даже стали после этого бесплодными. Молодая женщина Лейла, выросшая в другом селении, возмущена сложившимся положением вещей и требует, чтобы мужчины провели в деревню водопровод. Она предлагает объявить сексуальную забастовку и лишить супругов ласки до тех пор, пока ситуация не изменится в лучшую сторону. Влиятельная матушка Фузиль поддерживает этот план и уговаривает других женщин присоединиться к нему. Муж Лейлы, женившийся на ней по любви, с пониманием относится к борьбе, которую ведёт его жена. Но другие мужья отнюдь не согласны так просто смириться с нарушением традиции и подрывом своего авторитета.

## В ролях
- Лейла Бехти — Лейла
- Афсиа Эрзи — Лубна (Эсмеральда)
- Хиам Аббасс — Фатима, свекровь Лейлы
- Салех Бакри — Сами, муж Лейлы
- Биюна — матушка Фузиль
- Сабрина Уазани — Рашида
- Карим Леклу — Карим
- Мохамед Маджд — Хуссейн
- Мохамед Тсули — имам
- Омар Аззузи — шейх
- Малек Ахмисс — Софиан